# Ontstaan van de synagoge

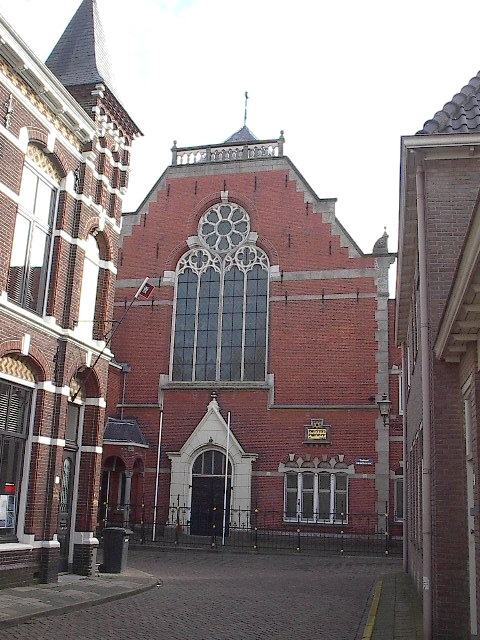
Synagoge in Zwolle

Het ontstaan van de synagoge wordt ten vroegste in de IJzertijd II en ten laatste in de Romeinse periode gesitueerd.

## Inleiding
De synagoge was in de 1e eeuw n.Chr. al een wijdverbreid instituut. Synagogen waren niet alleen te vinden in Israël, maar overal in het Romeinse Rijk waar Joden woonden. Er vonden uiteenlopende liturgische en niet-liturgische activiteiten plaats, maar vooral de openbare voorlezing uit en uitleg van de Thora.
Over het ontstaan van dit instituut bestaan diverse opvattingen. Tot nu toe is geen van de mogelijke oplossingen algemeen door de geleerden geaccepteerd. De zaak is complex doordat de geschiedenis van de synagoge bijvoorbeeld zowel inzicht verschaft over het vroege Judaïsme als over het vroege christendom.
Een bekende auteur op dit gebied is Anders Runesson. Door alle factoren in beschouwing te nemen poogt hij in zijn boek de vragen op een geheel nieuwe wijze te benaderen. Het bekijkt de periode van de 6e eeuw v.Chr. tot de 2e eeuw n.Chr. Twee soorten synagogen worden onderscheiden, openbare dorpsbijeenkomsten en synagogen die door giften in stand werden gehouden. Elke periode waarin de synagoge kan zijn ontstaan wordt nu kort besproken.

## Perioden

### IJzertijd II (1000-586 v.Chr.)
Een van de theorieën die stelt dat de synagoge ontstaan is in de tweede ijzertijd is die van de stadspoort. De stadspoorten van het oude Israël, waar het openbare leven zich afspeelde, zouden de voorloper zijn van de synagoge. In de stadspoorten werd recht gesproken en vergaderd. In deze periode lijkt de rol van de stadspoort meer sociaal dan religieus, waardoor het van het perspectief afhangt of men hier kan spreken van een vroege vorm dan wel een verre voorloper van de synagoge.
Een andere theorie is die van de bamot (een offerplaats voor afgoden op een heuvel- of bergtop??) als oorsprong van de synagoge. Deze theorie stelt dat de synagogen de bamot vervangen hebben toen deze werden verboden.
Nog een andere theorie die raakvlakken heeft met die van de bamot stelt dat het ontstaan van de synagoge een gevolg is van de centralisatie van de offerdienst in de tempel van Jeruzalem. Maar in een tijd waarin religie een grote rol speelde, lijkt de centralisatie van de eredienst in Jeruzalem voor het hele land onmogelijk. Gebedsbijeenkomsten konden de positie van de verboden bamot overnemen. Hierbij wordt ervan uitgegaan dat de hervormingen van Josia geslaagd waren en dat gebedsbijeenkomsten het enige alternatief voor de verboden offerdiensten waren.
Een laatste theorie die kan worden genoemd lijkt op de tweede en derde. Deze gaat ervan uit dat het ontstaan van de synagoge een onmiddellijk gevolg was van het afschaffen van de bamot. De bevolking zou het verdwijnen hiervan direct hebben gecompenseerd door samen te komen zonder offerdienst in de synagoge.
Onderzoek naar de mogelijke oorsprong van de synagoge geeft nog geen antwoord op vragen over liturgische kwesties. Toch dient deze periode niet buiten beschouwing te worden gelaten. Het is dan met name zinvol om te kijken naar de theorie van de stadspoort. De theorieën met betrekking tot de bamot lijken niet erg waarschijnlijk aangezien veel bamot na de ballingschap nog altijd in gebruik waren.

### Babylonische periode (586-539 v.Chr.)
Jarenlang waren de meeste geleerden het erover eens dat in deze periode de oorsprong van de synagoge ligt. Maar tegenwoordig wordt de theorie vaak afgedaan vanwege onjuiste veronderstellingen. Het argument was dat de Israëlieten tijdens de Babylonische ballingschap de tempel in Jeruzalem niet meer tot hun beschikking hadden en toch behoefte hadden aan een plaats van religieuze samenkomst.
In het Oude Testament zijn nauwelijks aanwijzingen te vinden voor het bestaan van een openbaar gebouw van samenkomst in deze periode. Ezechiël wordt vaak aangehaald, waar geschreven staat dat hij mensen ontving in zijn huis voor religieuze instructie en gebed. Deze teksten zouden direct verwijzen naar liturgische bijeenkomsten tijdens de ballingschap, maar vermelden niet of deze publiek en regelmatig waren. Andere teksten worden gezien als indirect bewijs voor het bestaan van synagogen in deze periode. Ze spreken van gebed in tegenstelling tot offerdienst. De priesterlijke traditie lijkt te zijn ontstaan tijdens de ballingschap, omdat het toen belangrijk werd de geschiedenis op schrift te stellen. Zo werd de offerdienst vervangen door voor te lezen over de offerdienst.
Hierbij wordt verondersteld, dat de Joden behoefte hadden aan een vervangend religieus instituut om hun religieuze identiteit te behouden. Zonder tempel was de synagoge het enige alternatief. Geen Jood zou een offerdienst houden in Babylonië, want de tempel in Jeruzalem was de enige legitieme plaats daarvoor. Aangezien er niets is terug te vinden over het ontstaan van de synagoge moet het begin kleinschalig zijn geweest. Zo’n kleinschalig begin is het best te rijmen met de Babylonische ballingschap. Er wordt verondersteld dat er in de tijd van Ezra al synagogen waren, zodat de oorsprong moet liggen in Babylonië. De ballingschap is daarmee de meest natuurlijke verklaring voor het ontstaan van de synagoge.
Op de bovengenoemde veronderstellingen is wel het een en ander aan te merken. De bronnen lijken aan te geven dat de synagoge zeker niet het enige alternatief was voor de tempeldienst. Het idee dat de synagoge wel móést ontstaan als vervanging van de tempeldienst is gebaseerd op latere historische omstandigheden toen de synagoge al een gevestigd instituut was. Tevens wordt verondersteld dat de hervorming van de eredienst voorafgaand aan de ballingschap volledig geslaagd was. Maar deze veronderstellingen worden niet gesteund door de bronnen.
Het behoud van etnische en religieuze identiteit in een vreemd land vereist een bindende factor in de vorm van een instituut. Het lijkt echter het meest waarschijnlijk dat verschillende groepen verschillend reageerden op hun nieuwe situatie in ballingschap. De theorie van het ontstaan van de synagoge tijdens de Babylonische ballingschap is met de huidige kennis niet langer te verdedigen en zal verder dan ook buiten beschouwing worden gelaten.

### Perzische periode (539-332 v.Chr.)
Er zijn twee theorieën die het ontstaan van de synagoge plaatsen in de Perzische periode.
De eerste theorie stelt dat Ezra begon met wat later de synagoge zou worden toen hij in de waterpoort uit de Thora las om de mensen te onderwijzen. Dit correspondeert met latere bronnen die het bestuderen van de Thora noemen als het hoofddoel van de synagoge. Sommige geleerden wijzen op de algemene nadruk in deze periode op de geschreven wet. Volgens hen ondersteunt dit de theorie dat toen een instituut werd opgericht voor het bestuderen en uitleggen van de Thora.
De tweede theorie definieert de synagoge meer als een religieus dan een seculier instituut. Deze theorie richt zich op het systeem van de dienst van priesters in de tempel. In de Rabbijnse literatuur staat dat de priesters regionaal werden verdeeld in 24 groepen, zoals de Levieten. Ook de Israëlieten werden in deze groepen verdeeld. Een van de groepen was steeds aan de beurt om de offerdienst uit te voeren. Niet iedereen uit zo’n groep kwam echter naar Jeruzalem. Van de achterblijvers wordt gezegd dat ze bijeenkwamen om het scheppingsverhaal te lezen. Deze lokale samenkomsten worden gezien als het begin van de synagoge-liturgie. Het lezen van de Thora door de achterblijvers is niet terug te vinden in oude bronnen en wordt slechts in relatief nieuwe bronnen vermeld.
De Bijbel vermeldt hoe dan ook openbaar lezen en uitleggen van de Thora in deze periode. Daarom zal deze periode zeker betrokken moeten worden bij het onderzoek naar de herkomst van de synagoge.

### Hellenistische periode (332-37 v.Chr.)
Deze groep theorieën is nieuw en omvangrijk. Er zijn twee groepen. De ene ziet de Diaspora als oorsprong van de synagoge, de andere gaat uit van een ontwikkeling in Judea.
Een van de theorieën die de diaspora neemt als oorsprong stelt dat de synagoge is ontstaan door samengaan van Joodse traditie en Grieks-Romeinse vrijwilligersinstituten. De synagogen in de Diaspora hadden meer weg van een school dan van een gebedshuis. Deze theorie beweert dat er voor de 1e eeuw n.Chr. geen bewijs is voor synagogen in Israël. Maar er zijn enkele publieke gebouwen in Israël die worden gedateerd in de 1e eeuw v.Chr. Het bestaan van synagogen in de periode van de Diaspora lijkt echter duidelijk.
Een andere theorie is dat het ontstaan van de synagoge in de Diaspora een Joodse ontwikkeling was als reactie op de centralisatie van de eredienst in Jeruzalem. Men ging ervan uit dat het thuisland op dat moment klein genoeg was om te kunnen volstaan met de tempel. In de Diaspora was de synagoge nodig om te voorzien in de eredienst. Deze theorie bekijkt ook de latere invoering van de synagoge in Israël als gevolg van het uitbreiden van het land.
Een theorie die het ontstaan van de synagoge plaatst in deze periode in Israël is ook terug te vinden bij de Perzische periode. Het gaat hier om de theorie dat de Farizeeën probeerden de tempeldienst te democratiseren en zodoende het volk verdeelde in 24 groepen. De mensen van de groep die aan de beurt was die achterbleven kwamen volgens deze theorie samen in de synagoge.
Een andere theorie is de stadspoort-theorie als genoemd bij de ijzertijd. Als de stadspoort wordt gezien als voorloper van de synagoge dan zal er ook een moment moeten zijn waarop de synagoge uit de stadspoort ontstaat. Hiervoor wordt de Hellenistische periode genomen.
Nog een andere theorie betrekt de opkomst van de Farizeeën in deze periode erbij, die de synagoge gesticht zouden hebben. Deze theorie beweert ook dat er een conflict was met de tempel in Jeruzalem, omdat de Farizeeën in conflict zouden zijn met de priesters. Voor deze theorie is echter geen enkel bewijs gevonden.
Bij het bekijken van de Hellenistische periode als mogelijke oorsprong van de synagoge kan de in ieder geval de Diaspora niet buiten beschouwing worden gelaten.

### Romeinse periode (37 v.Chr.-324n.Chr.)
Sommige geleerden spreken over het ontstaan van de synagoge als formeel instituut als gevolg van de val van de tempel in Jeruzalem (70 n.Chr.). Het lijkt er echter op dat de Theodotos-inscriptie definitief gedateerd is vóór 70 n.Chr. Dit betekent dat de synagoge op dat moment al op zijn minst enkele generaties in gebruik was. De synagoge bleek voor het Judaïsme na de val van de tempel erg handig voor het verder ontwikkelen van een offervrije eredienst. Als men de Romeinse periode ziet als mogelijke periode van oorsprong van de synagoge dan heeft dit hooguit betrekking op het begin van de Romeinse periode. De rest van deze periode kan alleen al vanwege de Theodotos-inscriptie buiten beschouwing worden gelaten. Er is wel sprake van een aantal veranderingen van de al bestaande synagoge na 70 n.Chr. als gevolg van de val van de tempel.
Dat een aantal geleerden de Romeinse periode kiest als oorsprong van de synagoge heeft vooral te maken met het gebruik van bepaalde definities. Wat de ene geleerde ziet als een ontwikkeling in een reeds bestaand instituut ziet de andere als het begin van een geheel nieuw instituut. De meeste theorieën die deze periode nemen als beginpunt gaan wel uit van een voorloper van de synagoge in een eerdere periode.

## Vergelijking van de theorieën
Vrijwel alle theorieën over het ontstaan van de synagoge gaan uit van het ontbreken van de Tempel in Jeruzalem. Andere Joodse tempels worden doorgaans buiten beschouwing gelaten. Het argument wordt toegepast op allerlei perioden. De ene theorie verwijst naar de Babylonische ballingschap, maar de andere naar de verwoesting van de Tweede Tempel in 70 n.Chr. Sommige noemen eenvoudig de uitbreiding van Israël waardoor meer plaatsen van samenkomst noodzakelijk waren.
Wanneer men naar niet-liturgische zaken kijkt, dan speelt het ontbreken van een tempel geen rol, zoals bij sommige varianten van de stadspoorttheorie. Het argument van de ontbrekende tempel lijkt niet erg bruikbaar, aangezien het te algemeen is, toegepast kan worden in bijna elke theorie en periode en vaak niet onderbouwd wordt. De besproken theorieën kennen vaak varianten. Vaak worden verschillende definities van ‘synagoge’ gebruikt. Het kan bijvoorbeeld gaan om een ‘synagoge’ waar het lezen en onderwijzen uit de Thora niet centraal staat. De meeste geleerden gebruiken erg beperkte definities van de ‘synagoge’ - slechts een of twee criteria. Sinds 1960 is er discussie over welke woorden in oude teksten betrekking hebben op de synagoge. Hoe meer termen de geleerde ziet als betrekking hebbend op de synagoge, des te meer oude bronnen staan er ter beschikking. Het fundamentele verschil tussen de meeste theorieën lijkt de definitie van de synagoge: als een sociaal of religieus instituut.
De laatste tijd wordt vaak gekeken naar gebouwen die als synagoge dienden. De vondst van resten van formele gebouwen geldt als een vrij zekere indicatie van het bestaan van een instituut. De afwezigheid van synagoge-gebouwen in vroege perioden betekent niet per definitie de afwezigheid van synagogen. Men kon ook formeel samenkomen op andere publieke plaatsen, zoals in de stadspoort.
Hoewel men zich wel bewust is van de sociaal-religieuze omstandigheden bij de vroege synagoge heeft bijna niemand nog een studie gepubliceerd waarin sociaal-wetenschappelijke theorieën of perspectieven worden toegepast. Runesson neemt in zijn boek deze perspectieven wel mee.

## Activiteiten in de synagoge
Voor een goed begrip van het ontstaan van de synagoge zijn de karakteristieke activiteiten van belang. Runesson beschouwt hiervoor het openbare lezen en uitleggen van de Thora. Veel onderzoek richt zich op twee typen synagogen: openbare synagogen en semi-openbare synagogen (synagogen die door giften in stand werden gehouden).

### Openbare synagogen
De eerste bron die spreekt van het openbaar lezen uit de Thora wordt gedateerd in de tijd van de regering van Darius I (522-486 v.Chr.). Waar in oudere teksten het openbaar lezen uit de Thora wordt genoemd is dit in alle gevallen in deze periode ingevoegd. De codificatie van de plaatselijke wetten was een Perzische strategie, bedoeld om volken zich aan te laten passen aan hun status van onderdanen, terwijl zij hun eigen identiteit konden behouden. Deze codificaties waren evenals de centralisatie van de eredienst in de tempel in Jeruzalem zowel  in het voordeel van de autoriteiten in Jeruzalem als van het Perzische rijk.
De beslissende fase in de ontwikkeling van de synagoge trad op onder Artaxerxes I (465-423 v.Chr.). De openbare lezing van de Thora, zoals beschreven in de boeken van Ezra en Nehemia, kan worden gezien als een politieke strategie. In de tijd van Ezra en Nehemia vonden de openbare lezingen plaats in de stadspoorten en waren verbonden met het vasten. Mannen, vrouwen en kinderen waren bij deze bijeenkomsten aanwezig, waarbij ook gezegend en gebeden werd en rituelen als het dragen van een zak en het strooien van as over het hoofd konden worden uitgevoerd.
Darius is met zijn hervormingen verantwoordelijk voor het ontstaan van lokale instituten, die bleven bestaan tijdens de Perzische en de Hellenistische periode. Dit betekent dat het lezen en onderwijzen uit de Thora onder Artaxerxes werd ingevoerd in een reeds bestaand instituut. 
Tijdens de Perzische periode hadden de autoriteiten in Jeruzalem de macht over de wet en haar interpretatie. Gedurende de Hellenistische periode nam die macht af en veranderde de synagoge van een nationaal in een lokaal instituut. Hoewel er in de loop der tijd veel is veranderd aan de synagoge, kan uit het voorgaande worden geconcludeerd dat de synagoge, als openbaar instituut waar het lezen en onderwijzen uit de Thora centraal staat, is ontstaan rond 450 v.Chr.

### Semi-openbare synagogen
Van semi-openbare synagogen zijn bewijzen vanaf het einde van de 3e eeuw v.Chr.. Er is alleen duidelijkheid over de school van Ben Sira, maar het is waarschijnlijk dat er in die tijd meerdere semi-openbare synagogen waren. Deze semi-openbare synagogen waren te omschrijven als genootschap of sekte. Het ontstaan van deze synagogen is te verklaren door twee factoren. Allereerst zorgde de politieke stabiliteit in de 3e eeuw v.Chr. voor een afnemend gezag van Jeruzalem over de wet en haar uitleg. Daarnaast was sprake van toenemende Hellenistische invloeden, waaronder de Griekse organisatorische vorm van de vrijwilligersorganisatie. Belangrijk is ook het proces van de canonisatie van heilige geschriften.
De semi-openbare synagogen hebben vanaf de vroeg-hellenistische periode gedurende alle besproken perioden bestaan. In de 1e eeuw n.Chr. was hun aantal gegroeid en was een plurale religie ontstaan. De meeste groepen hadden een goede verhouding met Jeruzalem en de tempel was de nationale bindende factor. Een aantal van deze groepen deed aan inwendige zending. Zij gebruikten de openbare synagogen en de tempel om hun boodschap te verkondigen en zo meer invloed te krijgen. Daarnaast kwamen deze groepen ook samen in openbare gebouwen en woonhuizen.
De mate van institutionalisering in deze groepen varieerde. Het was niet zo dat een groep met een hoge mate van institutionalisering ook automatisch al lang bestond. Het hing bijvoorbeeld af van de voorkeuren binnen een groep. De oorzaak van het ontstaan van de semi-openbare synagoge verschilde per groep. Reden kon bijvoorbeeld zijn een groeiende ontevredenheid over de leefomstandigheden in een samenleving waarbij het verschil tussen arm en rijk steeds groter werd.
Op de vraag of de synagoge ontstond als een formeel instituut of als een informele groepering geeft het bovenstaande een duidelijk antwoord. De semi-openbare synagogen zijn mogelijk informeel ontstaan en vervolgens formeel geworden of zijn formeel begonnen. De openbare synagoge echter is duidelijk begonnen als formeel instituut. De lezing uit de Thora was vanaf het begin onderdeel van het publieke rituele systeem. De verwoesting van de tempel in Jeruzalem heeft geen aanwijsbare invloed gehad op de ontwikkeling van de synagoge. Er is een continuïteit tot minstens de 3e eeuw n.Chr.